# Hackney kerület
Hackney Belső-London egyik kerülete. 1965-ben hozták létre a korábbi Hackney, Shoredich és Stoke Newington városi körzetek összevonásával. Területén 1300 műemléki védettségű épület található, köztük a Hackney Empire, a Tudor-korabeli Sutton House és a középkori Szent Ágoston-torony.
A 2012-es londoni olimpia egyik helyszíne.

## Fekvése
A kerületet délen Tower Hamlets, nyugaton Islington, északon  Haringey határolja. A Lea folyó keleten Walham Forest, délkeleten pedig Newham irányában alkot természetes határt.

## Népesség
A 2001-es népszámlálás eredménye szerint a kerület lakossága 202 824 fő volt. 

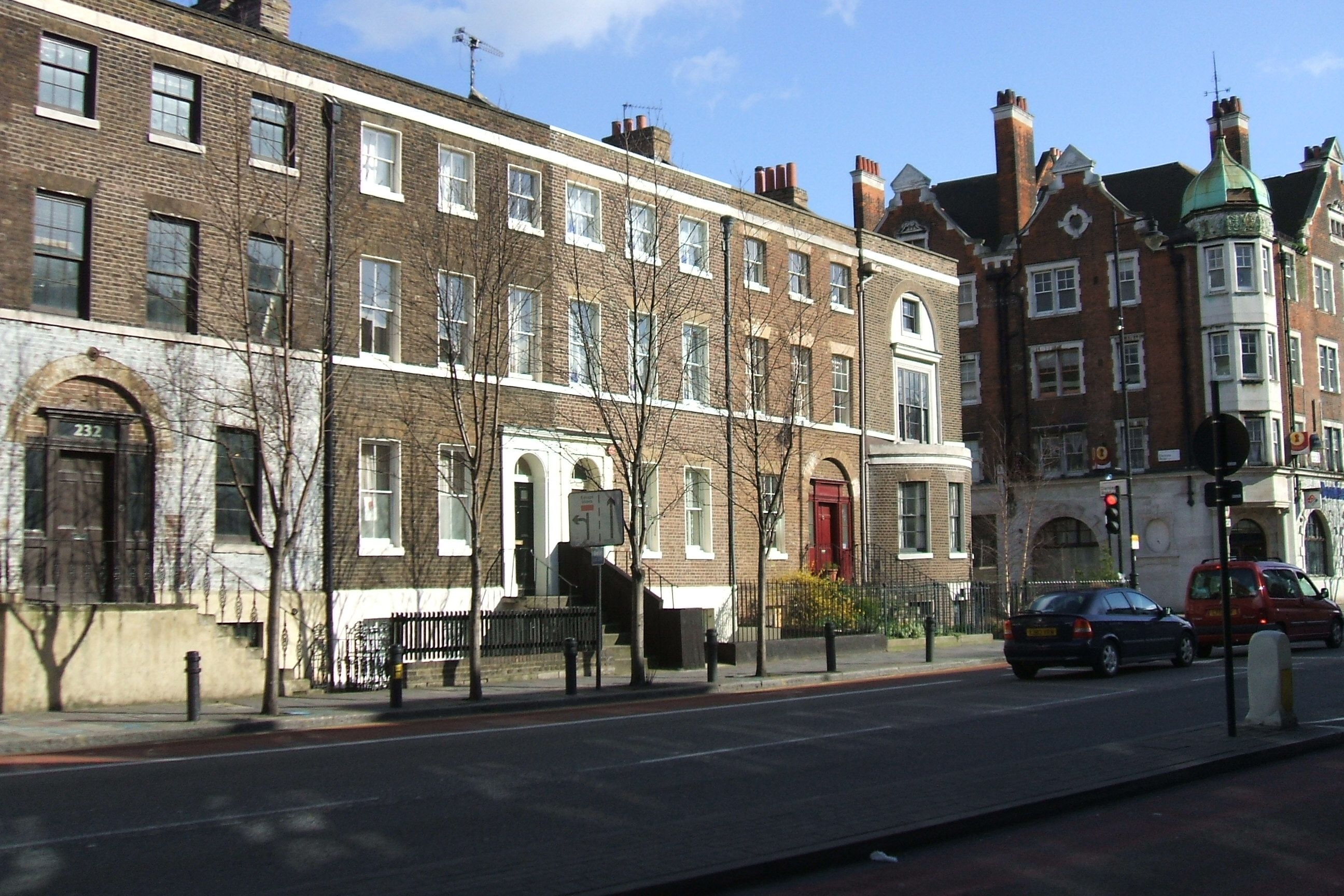
Jellegzetes brit sorházak a Mare Street-en

A kerület népessége a korábbiakban az alábbi módon alakult:
| Lakosok száma | 252 100 | 269 000 | 279 665 | 261 491 |
|               | 2012    | 2015    | 2018    | 2022    |

## Körzetei
- Bethnal Green (Tower Hamlets része is)
- Dalston
- De Beauvoir Town
- Finsbury Park, London
- Hackney Central
- Hackney Downs
- Hackney Marshes
- Hackney Wick
- Haggerston
- Homerton
- Hoxton
- Kingsland
- Lea Bridge
- London Fields
- Lower Clapton
- Manor House, London
- Newington Green
- Shacklewell
- Shoreditch
- South Hackney
- Stamford Hill
- Stoke Newington
- Upper Clapton

## Külső hivatkozások
- Hackney Council